# Kludi

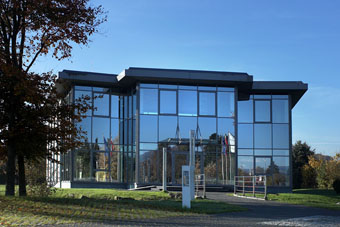
Kludi MarkenZentrum

Die Kludi GmbH & Co. KG ist ein international tätiges Unternehmen, das neben Bad- und Küchenarmaturen auch keramische Waschtische, freistehende Badewannen und Duschtassen, Badmöbel, sowie WC/Bidets anbietet.

## Geschichte
Das Unternehmen wurde 1926 von Franz Scheffer unter dem Namen „Armaturenfabrik Scheffer“ im südwestfälischen Menden (Sauerland) gegründet. Es stellte zunächst Zubehörteile für den Bad- und Küchenbedarf her. Während des Zweiten Weltkrieges produzierte die Firma Kochgeräte aus Blech. 1948 trat Franz Scheffers Sohn Paul in das Unternehmen ein. Mit dem Kauf der Armaturengießerei Klusendick im Jahr 1965 wurde der Grundstein für die Marke Kludi gelegt. 1991 trat mit Franz Scheffer ein Vertreter der dritten Generation der Unternehmerfamilie in die Geschäftsführung ein. 2022 wurde das Unternehmen an die RAK-Ceramics-Gruppe mit Sitz in Ras al Khaimah (Vereinigte Arabische Emirate – VAE) verkauft. Mit RAK Ceramics verband Kludi seit 2006 eine Zusammenarbeit im Joint Venture KLUDI-RAK. Vom Hauptsitz in Menden aus führt Kludi mehrere internationale Vertriebsorganisationen in Europa (u. a. in Frankreich, den Niederlanden, Polen, Rumänien, Österreich und Ungarn) und Asien. Hergestellt werden die Produkte in zwei europäischen Werken (Menden/Deutschland, Diósd/Ungarn) und einer Armaturenfabrik in Ras al Khaimah (VAE).

## Unternehmensstrukturen
Kludi hat die Rechtsform einer GmbH & Co. KG. Die Unternehmenszentrale hat ihren Sitz in Menden im Sauerland. Hier sind auch Forschung und Entwicklung, Qualitätsmanagement, Supply Chain Management, Human Resources, Controlling und Buchhaltung, Export, Vertriebsinnendienst und Kundenservice, Marketing und Category Management angesiedelt. Zudem befindet sich hier ein Schulungs- und Besucherzentrum, das Kludi MarkenZentrum (Bild). Seit 2022 ist die RAK-Ceramics-Gruppe Alleingesellschafter des Unternehmens. Geschäftsführer von Kludi ist Frank Holtmann-Wibberich, der seit 2017 diese Position bekleidet. Ende 2023 ist als weiterer Geschäftsführer Harald Hotop in die Leitung des Unternehmens berufen worden. Can Yildirim ist zum 31. August 2024 auf eigenen Wunsch aus dem Unternehmen ausgeschieden.

## Wachstum und Internationalisierung
1980 wurde das Kludi-Werk in Hornstein/Österreich gegründet. 1990 stieß die Eisenberger Armaturenfabrik (Eisenberg in Thüringen) zur Kludi-Gruppe; das Werk wurde 2011 geschlossen. Seit 1993 produziert die Gruppe im eigenen Werk in Diósd, Ungarn. 1996 wurde das polnische Werk in Opole eröffnet; hier werden heute nur noch Produkt-Displays für Messen und Ausstellungen hergestellt. Seit 2006 betreibt Kludi ein Joint Venture zur Armaturenproduktion mit der Firma RAK Ceramics in den Vereinigten Arabischen Emiraten (Ra’s al-Chaima). 2010 hat das Joint Venture Kludi-RAK im indischen Mumbai eine Vertriebstochter gegründet, die den indischen Subkontinent mit Armaturen versorgen soll.
Kludi-Produkte werden zum einen unter der Marke Kludi vermarktet, zum anderen stellt das Unternehmen auch Armaturen für sogenannte Hausmarken (Private Label) her. Das Kludi-Sortiment unterteilt sich in vier Segmente: „Smart Luxury“ und „Pure Function“ (Badarmaturen), „Shower Dreams“ (Hand- und Kopfbrausen, Duschsysteme, digitale Duschsteuerungen) sowie „Kitchen Competence“ (Küchenarmaturen). 2023 hat Kludi digitale Armaturen vorgestellt.

## Bad-Kartell
Im Jahr 2010 wurde das Unternehmen wegen Preisabsprachen von der EU-Kommission zu einer Zahlung von 5,5 Millionen Euro verurteilt. Kludi war neben einigen anderen Unternehmen der Sanitärbranche (Grohe, Villeroy & Boch, Duravit, Dornbracht, Hansa, Hansgrohe) Teil des sogenannten „Bad-Kartells“.